# Цампелово
Цампелово — деревня в Устюженском районе Вологодской области.
Входит в состав Никольского сельского поселения (с 1 января 2006 года по 9 апреля 2009 года входила в Дубровское сельское поселение), с точки зрения административно-территориального деления — в Дубровский сельсовет.
Расстояние до районного центра Устюжны по автодороге — 47 км, до центра муниципального образования деревни Никола  по прямой — 8 км. Ближайшие населённые пункты — Алексино, Воронцы, Сидорово.
Население по данным переписи 2002 года — 3 человека.